# ウクライナ空軍
ウクライナ空軍（ウクライナくうぐん、ウクライナ語:Повітряні Сили України ポヴィートリャーニ・スィールィ・ウクライィーヌィ、略称:ПС України ペーエース・ウクライィーヌィ）は、ウクライナの空軍組織。2005年に従来のウクライナ空軍（Військово-Повітряні Сили України）とウクライナ防空軍（Війська протиповітряної оборони）が統合して発足した。
ウクライナ西部のヴィーンヌィツャ州ヴィーンヌィツャに司令部を置く。

## 概要

### 構成
1991年8月24日にウクライナがソ連より独立し、翌1992年3月17日には空軍組織としてウクライナ空軍（Військово-Повітряні Сили України）が創設された。ウクライナにはソ連時代からの伝統として、2001年の時点では空軍の他にソ連の防空軍を継承した防空軍、ソ連の海軍航空隊を継承した海軍航空隊、ソ連の陸軍航空隊を継承した陸軍航空隊が存在していた。この時点で空軍と防空軍は装備も共通化され、指揮系統も単一のものに組み込まれるなど実質的に統一運用されているに等しかった。2004年には、防空軍は空軍へ統合された。一方、海軍航空隊や陸軍航空隊は2005年現在も独自の機材を装備し、独立した運用がなされている。なお、航空機を装備する組織としてはこれらの他に国境警備隊と国家親衛隊がある。

### 機材
ウクライナ空軍は、基本的には独立時に現地に置かれていたソ連空軍の組織と機材をそのまま受け継いだ。そのため、当初は大型の爆撃機であるTu-95やTu-160などウクライナの国力では維持が困難な機体もあったが、アメリカ合衆国などの支援で解体してスクラップにした。また、一部はロシアに引き取られた。Tu-22M3の一部はその後も維持されたが、2006年初頭に全機が退役し、ほとんどの機体は解体された。
2022年現在ウクライナ空軍で運用される主な機体は、An-26やAn-72などの輸送機の他、MiG-29やSu-27などの戦闘機、Su-24やSu-25などの爆撃機や偵察機、Mi-26、Mi-8などのヘリコプター、L-39などの練習機などがあり、その他特殊な用途の機体も保有している。Ka-27やMi-14、Be-12などは海軍航空隊のみが装備していたが、Be-12飛行艇はTu-22M2/3とともに空軍に移管されたとされる。また、Mi-24などは陸軍航空部隊の運用である。
ウクライナではロシア帝国時代より航空産業が発達していたため、独立後はすべての作業を国内ですべく努力している。同国では保有する機体の維持や近代化改修の他、新造機の製作や新型機の開発なども行っており、軍民問わず各国へ輸出をしている。
また、独立後の極度の経済混乱により、ウクライナ空軍は多くの機体を退役させざるを得なくなったが、それに伴い余剰機体の輸出に力を入れてきた。主なものとしては、クロアチアへMiG-21bis/UM、エリトリアへMiG-29/UBやSu-27（S?/UB?）、スリランカへMiG-27MとMiG-23UM、アンゴラへSu-27S、イエメンへSu-17M4が輸出されている。中華人民共和国製の旧式の前面装備しか保有しないアルバニアは新しい装備を探しており、ウクライナから中古のMiG-21を購入する契約が検討されていたがこれはキャンセルとなった。また、2004年にスーダンへMiG-21を輸出したことが、同国における住民虐殺問題（ダルフール紛争）と絡んで一部で問題視された。2005年にはエストニアへMiG-23MLDとSu-24が輸出されているが、これはタルトゥにある博物館に所蔵された。2007年にはアゼルバイジャンへMiG-29 9-13とMiG-29UBが輸出されたが、これはリヴィウ航空機修理工場で近代化改修を受けた機体であり、ウクライナ製の近代化改修機としては本国に先駆けての配備となった。その他、オレンジ革命後明らかになってきたところに拠れば、クチマ政権は中華人民共和国へ航空機発射型の長距離ミサイルを密輸するなど、裏での取引も少なからず行われてきたようである。その他、自国及び各国の機材の整備も国内企業が請け負っている。

### 現況
独立後の経済の混乱による空軍への影響は深刻で、特にパイロットの訓練時間の劇的な減少は大きな問題をうんでいる。また、現有機材の状態の悪化と新機材の調達の困難は、空軍の今後に関する不安要素である。ロシアによるエネルギー問題に関する干渉も、空軍自体やその財源となる国家経済の不安定化に寄与している。
ウクライナの経済状態は最悪だった1990年代末頃と比べ、2005年には大きく改善されており、徐々に向上していくものと考えられていた。2006年には、ウクライナはいわゆるロシア三国であるロシアやベラルーシに比べ空軍機の近代化に遅れをとっているが、ここに来てようやく将来計画が発表された。それによれば、同国空軍にはMiG-29が160機、Su-27が55機、Su-25が58機保有されているが、これらを今後それぞれ60機、35機、25機に削減し、それらに近代化改修を施すこととなる。また、北大西洋条約機構（NATO）へ参加するためNATO標準の敵味方識別装置の装備が必須となっており、近代化改修の内容もNATO寄りのものとなる見通しである。ただし、これも他分野におけるのと同様ロシアの干渉が考えられるため、依然として不明確な要素をふくんでいる。
2006年では、ウクライナ空軍は経済状況の厳しさから縮小を余儀なくされるが、これはNATO参加を見越した軍縮であると評価であるとされる。すなわち、一国のみで国防を行う場合は比較的大規模な軍事力を保有する必要があるが、NATOに参加した場合はそのこと自体が「隣国」に対する大きな抑止力となるため、国内の軍事力保有数を抑えることができるのである。軍事予算は常に経済発展の足を引っ張るものであり、従って、ウクライナのNATOへの参加はウクライナ経済の改善に直接にも寄与すると考えられる。また、NATO参加によって同国に「安定」が齎されると見られれば、NATOへの参加は間接的に大きな経済的貢献をすることとなるであろう。 
また、同様に2008年からは戦闘機の近代化も行うとしており、MiG-29やSu-27が近代化改修作業の対象となる予定である。MiG-29の近代化作業はリヴィウで実施されることが決定されており、2007年現在すでに作業が準備されているが、Su-27については計画がまとまっていない。この他、Su-24やSu-25も近代化される予定であるが、これらについても実施計画は未定である。
いずれにせよ、ウクライナ空軍の今後は不透明なウクライナの国際政治の今後と直結しているといえる。一時期、MiG-29やL-39のごく一部に対して近代化作業が行われていたことがあったが、これは限定的な試みに終わっている。
その後、ウクライナ空軍では2015年の間に保有機材の近代化・アップグレードを行うとしている。しかし2015年、ロシアのクリミア編入後（ウクライナ紛争）、ウクライナ東部でロシアの支援を受けた親ロ派武装勢力による公的施設などの占拠が拡大し、制圧に乗り出した政府軍との武力衝突が激化した。親ロ派武装勢力は、ウクライナ東部の約３分の１を支配した。戦闘の拡大を避けるため、2015年２月にはドイツとフランスが仲介に乗り出し、ロシア、ウクライナとの４カ国首脳会談でウクライナ政府と親ロ派武装勢力の停戦が実現した。ただ、これに先立つ2014年９月にも双方が停戦で合意したにもかかわらず戦闘が収束せず、直近の停戦合意後も一部地域で緊張状態が続いていた。
　欧米の強い批判にもかかわらず、ロシアはなお強硬姿勢を崩しておらず、ロシアのプーチン大統領は2015年３月に放映された国営テレビの番組で、ウクライナでヤヌコビッチ政権が崩壊した際、核戦力の使用も辞さない決意だったことを明かし、世界に衝撃が走った。一方で、軍事的関与に慎重だった米国がウクライナ政府軍への武器供与を検討するなど、緊張の度合いは高まっていた。ロシアと欧米が根気よく対話を続けて事態を沈静化できるのか、正念場を迎えていた。また、2012年から新しい戦闘用航空機の実用化を行うという。その他、アヴィアーントのオレーフ・シェウチェーンコの説明によれば、2008年にウクライナ空軍へ2 機のAn-70を納入する予定である。An-70は1 機当たり8600万フルィーヴニャ（1700万ドル）であると見積もられている。ウクライナ空軍では、An-70をそれまでのAn-12やAn-124などにかわる大型の多目的輸送機として運用する見込みで、海外への人員や物資の派遣にも大きな力を発揮することが期待される。
2022年ロシアのウクライナ侵攻においては、侵攻開始直後のアントノフ国際空港の戦いでAn-225 ムーリヤを破壊された。アンドリー・ピルシチコウ、ヴァディム・ヴォロシロフという2人の撃墜王を輩出している。流出した米国の機密文書によるとウクライナは2023年5月時点でジェット戦闘機60機を撃墜されたとされる。それに対しロシア軍はほぼ500機のジェット戦闘機を戦闘に向けており、長射程の攻撃にも強くウクライナのジェット機に対し性能としては有利である。今春の反攻作戦では、ドイツの主力戦車「レオパルト２」など西側から供給された武器を失う可能性が高かったが、米国の供与容認でF16を年末までに供与するとしている。戦闘能力としては、「F16はウクライナが主力としてきた旧ソ連製のミグ29の4〜5倍で、ロシアの保有戦闘機を大きく上回る」とNATO軍関係者が発言した。

## 組織

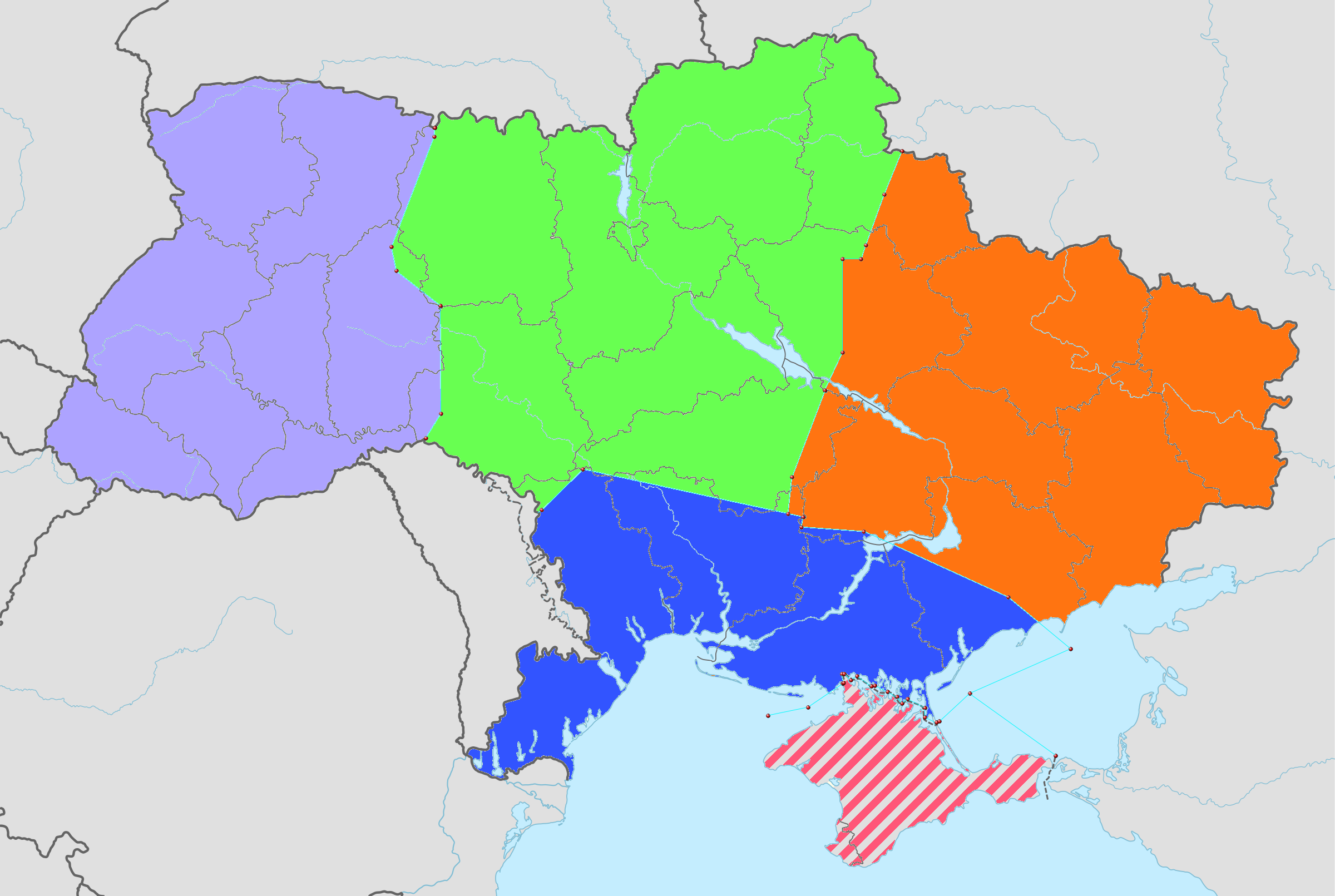
各航空管区の配置
西部航空管区
中部航空管区
南部航空管区
東部航空管区
特別航空区域

ウクライナ空軍は、西部、中部、南部、東部の4個航空管区と空軍司令部直轄部隊で構成される。

### 空軍司令部直轄部隊
- 第7戦術航空旅団（スタロコスティアニティヴ空軍基地） - Su-24M/MR、L-39
- 第299戦術航空旅団（クルバキノ空軍基地） - Su-25/UB、Su-25M1/M1K/UBM1、L-39
- 第15輸送航空旅団（ウクライナ語版）（ボルィースピリ空軍基地） - An-30B、An-24B、An-26、Mi-8T/MTV/SME-V
- 第25輸送航空旅団（ウクライナ語版）（メリトポリ空軍基地） - Il-76MD
- 第456輸送航空旅団（ガウリシフカ空軍基地） - An-24、An-26、Mi-8、Mi-9
- 第383独立遠隔操縦機旅団（ウクライナ語版）（フメリニツキー） - Tu-141、Tu-143、バイラクタル TB2
- 統合小銃旅団

### 西部航空管区
- 西部航空管区司令部（リヴィウ）
  - 第114戦術航空旅団（イヴァーノ＝フランキーウシク国際空港） - MiG-29、L-39
  - 第204戦術航空旅団（ルーツィク空軍基地） - MiG-29/MU1/UB、L-39M1
  - 第11高射ミサイル旅団（ウクライナ語版）（シェペティウカ（ウクライナ語版）） - 9K37M1
  - 第223高射ミサイル連隊（ウクライナ語版）（ストルイ（ウクライナ語版）） - 9K37M1
  - 第540高射ミサイル連隊（ウクライナ語版）（カミアンカ＝ブスカ（ウクライナ語版）） - S-200、S-300PT
  - 第1電波技術旅団（ウクライナ語版）（リヴィウ）

### 中部航空管区
- 中部航空管区（ヴァスィリキーウ空軍基地）
  - 第39戦術航空旅団（オゼルネ空軍基地） - Su-27、L-39
  - 第40戦術航空旅団（ヴァスィリキーウ空軍基地） - MiG-29/MU1/UB、L-39
  - 第831戦術航空旅団（ミルゴロド空軍基地） - Su-27P/S/S1/UB、L-39
  - 第96高射ミサイル旅団（ダニロフカ（ウクライナ語版）） - S-300PS/PT
  - 第156高射ミサイル連隊（ウクライナ語版）（ゾロトノシャ（ウクライナ語版）） - 9K37M1
  - 第138電波技術旅団（ウクライナ語版）（ヴァスィリキーウ空軍基地）

### 南部航空管区
- 南部航空管区司令部（オデッサ）
  - 第160高射ミサイル旅団（オデッサ） - S-300PS
  - 第201高射ミサイル旅団（ベルポマイスキー（ウクライナ語版）） - S-300PS
  - 第208高射ミサイル旅団（ヘルソン） - S-300PS/PT
  - 第14電波技術旅団（ウクライナ語版）（オデッサ）

### 東部航空管区
- 東部航空管区司令部（ドニプロ）
  - 第138高射ミサイル旅団（ドニプロ） - S-300PT
  - 第225高射ミサイル連隊（ウクライナ語版）（ポルタヴァ）
  - 第301高射ミサイル連隊（ウクライナ語版）（ニーコポリ） - S-300PS
  - 第302高射ミサイル連隊（ウクライナ語版）（ハルキウ） - S-300PT
  - 第164電波技術旅団（ウクライナ語版）（ハルキウ）

### 訓練・研究機関
- ハリコフ国立空軍大学（ハルキウ）
  - 第203訓練航空旅団（ハルキウ州チュグエフ空軍基地（ウクライナ語版））
  - 第202下士官訓練センター（ウクライナ語版）（キーウ州ヴァスィリキーウ）
  - 第38統合基礎訓練センター（ヴァスィリキーウ空軍基地）
- 無人航空機訓練センター（フメリニツキー）
- ムィコラーイウ戦闘用航空機搭乗員訓練センター（ウクライナ語版）（ムィコラーイウ）
- 第41空軍基礎訓練センター（Danilyvka）
- ウクライナ軍国立科学試験評価センター（チェルニーヒウ）
- コロニーロフ空軍研究所（国立航空大学（ウクライナ語版）の軍事部門。キエフ）

### 整備部門
- リヴィウ航空機修理工場（ウクライナ語版、ロシア語版）
- ザポリージャ航空機修理工場「ミグレモント」（ウクライナ語版、ロシア語版）
- コノトープ航空機修理工場「アヴィアコン」（ウクライナ語版、ロシア語版）
- ムィコラーイウ航空機修理工場（ウクライナ語版、ロシア語版）

## 国籍識別標
現在のウクライナは、ロシア内戦時代に存在した独立国家ウクライナ人民共和国の正統な後継国家であることを主張しており、ウクライナ空軍の国籍識別標も同共和国時代のものを踏襲したものとなっている。
基本色となるのは、伝統的には西ウクライナで使用されていた青と黄である。空軍機は、この2色を用いた円形のラウンデルを主翼上下面4ヶ所に描いている。機体によっては、胴体にも描かれたものがある。このラウンデルは、現在は外側が黄で内側が青のデザインが使用されているが、独立当初はかつての西ウクライナ人民共和国の一部航空機で使用されていたものと同様の外側が青で内側が黄のデザインや、白地の円に青と黄の三角形の図案を配したマークが使用されたこともあった。三角形の図案のものは主翼上下面4ヶ所と垂直尾翼左右2ヶ所に描かれていた。それ以外の機体では、垂直尾翼には国章である「トルィズーブ」(三叉の鉾)が描かれている。これも基本デザインは黄と青であるが、機体によってはその輪郭だけが描かれて低視認化されたデザインが採用されている。これは特定の機種に採用されているわけではなく、とくに戦術面での意味があるというわけでもないようである。なお、歴史的には「トルィズーブ」はウクライナ人民共和国、ウクライナ国、西ウクライナ人民共和国などウクライナの各独立国を通して航空機に用いられていた紋章である。
そのほか、正式には空軍所属でないウクライナ軍ないし政府関係の機体は、コクピット付近あるいは垂直尾翼にウクライナの国旗を描いている。「トルィズーブ」は胴体に大きく描かれることが多いが、空軍機のようなラウンデルは記入されない。また、ウクライナ軍の機体は胴体にウクライナ語で「ウクライナ軍」（Збройні Сили України）、政府の機体は同じくウクライナ語で「ウクライナ」（Україна）と記入していることもある。また、民間委託となっている機体もあり、それらは胴体後部や主翼に民間機登録番号（UR-xxxxxxまたはLA-xxxxxx）が記入されている。

## 主な空軍基地所在地
※（）内は日本語でしばしば見られる表記
- キーウ州
  - キーウ・ボルィースピリ（キエフ・ポリスポリ）
  - ビーラ・ツェールクヴァ（ベーラヤ・ツェールコフィ）
- ヴィーンヌィツャ州
  - ヴィーンヌィツャ（ヴィーンニツァ）
- ポルタヴァ州
  - ポルターヴァ
  - ムィールホロド（ミールゴロト） Миргород, 1996
- オデッサ州
  - オデーサ（オデッサ）
- ジトーミル州
  - オゼールネ（オズョールノエ/スコモノキ）
- クリミア自治共和国
  - サークィ（サキ）
  - イェウパトーリヤ
- ベリベク/セヴァストーポリ
- ムィコラーイウ州
  - ヴォズネセンシク（マルトィノフスコエ）
  - ムィコラーイウ（ニコラーエフ）
- ルハンシク州（ルガンスク州）
  - ルハンシク（ルガンスク）
- ザポリージャ州
  - ザポリージャ（ザポロージエ）
  - メリトーポリ Мелітополь, 2005
- イヴァーノ＝フランキーウシク州
  - イヴァーノ＝フランキーウシク
- ヴォルィーニ州
  - ルーツィク
- リウネ州
  - ドゥブノ
- リヴィウ州
  - リヴィウ（リヴォフ） Львів, 2005
  - ストルィーイ
- チェルカースィ州
  - ウーマニ
- スームスィカ州
  - スームィ
- ドネツィク州
  - キーロウシケ（キーロフスコエ）

なお、かつて存在した防空軍の司令部となるキーウ本部は、キーウ・ジュリャーヌィ国際空港（キーウ・ジュリャーヌィ地区）に置かれていた。また、Mi-6、Mi-8、Mi-24を装備する国境警備隊は、キロヴォフラード州オレクサンドリーヤキーウ州ビーラ・ツェールクヴァに部隊を置いている（2001年現在）。陸軍航空隊、海軍航空隊に関しては別項。

## 装備
機種並びに種別記号は『ミリタリーバランス』各号に依るため、公称類別と異なることに留意。
表中の「○」は配備情報のみで数量記載なし、「ε」は概数、「+」は記載数以上の保有を意味する。

### 固定翼機
| 機種     | 機種 | 機種   | 1961 | 1970 | 1980 | 1992 | 2000 | 2005 | 2010 | 2015 | 2020 | 2021 | 2022 | 2023 | 2024 | 2025 |
| 爆撃機   | BBR  | 計     | -    | -    | -    | 96   | 39   | -    | -    | -    | -    | -    | -    | -    | -    | -    |
| -------- | ---- | ------ | ---- | ---- | ---- | ---- | ---- | ---- | ---- | ---- | ---- | ---- | ---- | ---- | ---- | ---- |
| 爆撃機   | BBR  | Tu-16  | -    | -    | -    | 30   | -    | -    | -    | -    | -    | -    | -    | -    | -    | -    |
| 爆撃機   | BBR  | Tu-22M | -    | -    | -    | 30   | 39   | -    | -    | -    | -    | -    | -    | -    | -    | -    |
| 爆撃機   | BBR  | Tu-26  | -    | -    | -    | 36   | -    | -    | -    | -    | -    | -    | -    | -    | -    | -    |
| 戦闘機   | FTR  | 計     | -    | -    | -    | 610  | 344  | 215  | 116  | 116  | ε71  | ε71  | ε70  | ε50  | ε49  | ε43  |
| 戦闘機   | FTR  | MiG-23 | -    | -    | -    | 190  | 51   | -    | -    | -    | -    | -    | -    | -    | -    | -    |
| 戦闘機   | FTR  | MiG-25 | -    | -    | -    | 80   | -    | -    | -    | -    | -    | -    | -    | -    | -    | -    |
| 戦闘機   | FTR  | MiG-29 | -    | -    | -    | 220  | 224  | 160  | 80   | 80   | ε37  | ε37  | ε36  | ε20  | ε24  | ε15  |
| 戦闘機   | FTR  | Su-15  | -    | -    | -    | 80   | 3    | -    | -    | -    | -    | -    | -    | -    | -    | -    |
| 戦闘機   | FTR  | Su-27  | -    | -    | -    | 40   | 66   | 55   | 36   | 36   | ε34  | ε34  | ε34  | ε30  | ε25  | ε21  |
| 戦闘機   | FTR  | F-16AM | -    | -    | -    | -    | -    | -    | -    | -    | -    | -    | -    | -    | -    | ε7   |
| 攻撃機   | ATK  | 計     | -    | -    | -    | 240  | 261  | 129  | 72   | 63   | ε45  | ε45  | ε45  | ε25  | ε21  | ε15  |
| 攻撃機   | ATK  | Su-24  | -    | -    | -    | 210  | 188  | 71   | 36   | 34   | ε14  | ε14  | ε14  | ε5   | ε5   | ε5   |
| 攻撃機   | ATK  | Su-25  | -    | -    | -    | 30   | 73   | 58   | 36   | 29   | ε31  | ε31  | ε31  | ε20  | ε16  | ε10  |
| 偵察機   | ISR  | 計     | -    | -    | -    | 87   | 86   | 24   | 23   | 25   | ε12  | ε12  | ε12  | ε12  | ε11  | ε11  |
| 偵察機   | ISR  | An-30  | -    | -    | -    | -    | -    | -    | -    | 2    | 3    | 3    | 3    | 3    | 3    | 3    |
| 偵察機   | ISR  | MiG-25 | -    | -    | -    | 15   | -    | -    | -    | -    | -    | -    | -    | -    | -    | -    |
| 偵察機   | ISR  | Su-17  | -    | -    | -    | 30   | 59   | -    | -    | -    | -    | -    | -    | -    | -    | -    |
| 偵察機   | ISR  | Su-24  | -    | -    | -    | 12   | 26   | 24   | 23   | 23   | ε9   | ε9   | ε9   | ε9   | ε8   | ε8   |
| 偵察機   | ISR  | Tu-22  | -    | -    | -    | 30   | 1    | -    | -    | -    | -    | -    | -    | -    | -    | -    |
| 電子戦機 | ER   | 計     | -    | -    | -    | 35   | -    | -    | -    | -    | -    | -    | -    | -    | -    | -    |
| 電子戦機 | ER   | Yak-28 | -    | -    | -    | 35   | -    | -    | -    | -    | -    | -    | -    | -    | -    | -    |
| 輸送機   | TPT  | 計     | -    | -    | -    | -    | 125  | 60   | 49   | 43   | ε29  | ε29  | ε29  | ε26  | ε22  | ε22  |
| 輸送機   | TPT  | An-24  | -    | -    | -    | -    | 45   | 18   | 3    | 3    | 3    | 3    | 3    | 3    | 3    | 3    |
| 輸送機   | TPT  | An-26  | -    | -    | -    | -    | 45   | 20   | 21   | 20   | ε19  | ε19  | ε19  | ε17  | ε17  | ε17  |
| 輸送機   | TPT  | An-30  | -    | -    | -    | -    | 45   | -    | 3    | -    | -    | -    | -    | -    | -    | -    |
| 輸送機   | TPT  | An-70  | -    | -    | -    | -    | -    | -    | -    | -    | 1    | 1    | 1    | 1    | 1    | 1    |
| 輸送機   | TPT  | Il-76  | -    | -    | -    | -    | 78   | 20   | 20   | 18   | 5    | 5    | 5    | 4    | -    | -    |
| 輸送機   | TPT  | Il-78  | -    | -    | -    | -    | ○    | -    | -    | -    | -    | -    | -    | -    | -    | -    |
| 輸送機   | TPT  | Tu-134 | -    | -    | -    | -    | -    | 2    | 2    | 2    | 1    | 1    | 1    | 1    | 1    | 1    |
| 練習機   | TRG  | 計     | -    | -    | -    | 790  | 337  | 120  | 39   | 37   | ε31  | ε31  | ε31  | ε31  | ε29  | ε27  |
| 練習機   | TRG  | L-39   | -    | -    | -    | 550  | 337  | 120  | 39   | 37   | ε31  | ε31  | ε31  | ε31  | ε29  | ε27  |
| 練習機   | TRG  | MiG-21 | -    | -    | -    | 240  | -    | -    | -    | -    | -    | -    | -    | -    | -    | -    |

### 無人機
| 機種     | 機種 | 機種   | 1961 | 1970 | 1980 | 1990 | 2000 | 2005 | 2010 | 2015 | 2020 | 2021 | 2022 | 2023 | 2024 | 2025 |
| 多用途機 |      |        |      |      |      |      |      |      |      |      |      |      |      |      |      |      |
| -------- | ---- | ------ | ---- | ---- | ---- | ---- | ---- | ---- | ---- | ---- | ---- | ---- | ---- | ---- | ---- | ---- |
| 多用途機 | TB2  | -      | -    | -    | -    | -    | -    | -    | -    | 6    | 6    | 6    | ○    | ○    | -    |      |
| 偵察機   | ISR  | Tu-141 | -    | -    | -    | -    | -    | -    | -    | -    | -    | -    | -    | ○    | ○    | -    |
| 偵察機   | ISR  | UJ-22  | -    | -    | -    | -    | -    | -    | -    | -    | -    | -    | -    | -    | ○    | -    |

### 回転翼機
| 機種       | 機種 | 機種  | 1961 | 1970 | 1980 | 1992 | 2000 | 2005 | 2010 | 2015 | 2020 | 2021 | 2022 | 2023 | 2024 | 2025 |
| 空中指揮機 | C2   | 計    | -    | -    | -    | -    | -    | -    | 4    | 4    | ε14  | ε14  | ε14  | ε14  | 2+   | 2+   |
| ---------- | ---- | ----- | ---- | ---- | ---- | ---- | ---- | ---- | ---- | ---- | ---- | ---- | ---- | ---- | ---- | ---- |
| 空中指揮機 | C2   | Mi-9  | -    | -    | -    | -    | -    | -    | 4    | 4    | ε14  | ε14  | ε14  | ε14  | 2+   | 2+   |
| 汎用ヘリ   | MRH  | 計    | -    | -    | -    | -    | -    | -    | -    | -    | -    | -    | -    | ε25  | ε32  | ε17  |
| 汎用ヘリ   | MRH  | Mi-8  | -    | -    | -    | -    | -    | -    | -    | -    | -    | -    | -    | -    | 10   | 10   |
| 汎用ヘリ   | MRH  | Mi-17 | -    | -    | -    | -    | -    | -    | -    | -    | -    | -    | -    | ε25  | ε22  | ε7   |
| 輸送ヘリ   | TPT  | 計    | -    | -    | -    | -    | 304  | 95   | 34   | 33   | ε32  | ε32  | ε32  | ε25  | ε22  | ε24  |
| 輸送ヘリ   | TPT  | Mi-2  | -    | -    | -    | -    | 111  | 7    | 3    | 3    | 2    | 2    | 2    | ε5   | 4    | ε6   |
| 輸送ヘリ   | TPT  | Mi-6  | -    | -    | -    | -    | 23   | 23   | -    | -    | -    | -    | -    | -    | -    | -    |
| 輸送ヘリ   | TPT  | Mi-8  | -    | -    | -    | -    | 170  | 65   | 31   | 30   | ε30  | ε30  | ε30  | ε20  | ε18  | ε18  |

### 対空火器
| 2K12       | -      | -           | - | - | - | ○ | ○ | -   | -   | -   | -   | -   | -   | -    |   |    |
| 9K37       | -      | -           | - | - | - | ○ | ○ | 72  | 72  | 72  | 72  | 60  | ε50 | ε50  |   |    |
| IRIS-TSLM  | -      | -           | - | - | - | - | - | -   | -   | -   | -   | 3+  | 6   | 14   |   |    |
| IRIS-TSLS  | -      | -           | - | - | - | - | - | -   | -   | -   | -   | -   | -   | 12   |   |    |
| M902       | -      | -           | - | - | - | - | - | -   | -   | -   | -   | -   | 12  | ε37  |   |    |
| MIM-23     | -      | -           | - | - | - | - | - | -   | -   | -   | -   | -   | 4   | 4+   |   |    |
| NASAMS     | -      | -           | - | - | - | - | - | -   | -   | -   | -   | ○   | 9   | ε14  |   |    |
| S-75       | -      | -           | - | - | ○ | ○ | ○ | -   | -   | -   | -   | -   | -   | -    |   |    |
| S-125      | -      | -           | - | - | ○ | ○ | ○ | -   | -   | ○   | ○   | -   | -   | -    |   |    |
| S-200      | -      | -           | - | - | ○ | ○ | ○ | -   | -   | -   | -   | -   | -   | -    |   |    |
| S-300      | -      | -           | - | - | ○ | ○ | ○ | 250 | 250 | 250 | 250 | 208 | 208 | ε178 |   |    |
| SAMP/T     | -      | -           | - | - | - | - | - | -   | -   | -   | -   | -   | -   | 8    |   |    |
| アスピーデ | -      | -           | - | - | - | - | - | -   | -   | -   | -   | -   | -   | 4+   |   |    |
| 対空砲     | 牽引式 |             |   |   |   |   |   |     |     |     |     |     |     |      |   |    |
| 対空砲     | 牽引式 | Skynex 35mm | - | - | - | - | - | -   | -   | -   | -   | -   | -   | -    | - | ε8 |
| 対空砲     | 牽引式 | ZU-23-2     | - | - | - | - | - | -   | -   | -   | -   | -   | ○   | ○    | ○ | ○  |

### 弾薬類
- AAM
  - R-27ET (RS-AA-10D Alamo)
  - R-60 (RS-AA-8 Aphid)
  - R-73 (RS-AA-11A Archer)
  - R-27R (RS-AA-10A Alamo)
  - R-27ER (RS-AA-10C Alamo)

- ASM
  - Kh-25 (RS-AS-10 Karen)
  - Kh-29 (RS-AS-14 Kedge)

- ARM
  - AGM-88 HARM
  - Kh-25MP (RS-AS-12A Kegler)
  - Kh-58 (RS-AS-11 Kilter)

- EW
  - MALD

- LACM
  - SCALP EG
  - Storm Shadow

- BOMBS 
  - JDAM-ER
  - MAM-C/-L

## 展示飛行チーム
ウクライナでは独立以来幾度か運用する機体に特別塗装を施し、展示飛行を行ってきた。中でも、1990年代末に編成された「ウクライィーンスィキ・ソーコルィ」（Українські Соколи）は「Ukrainian Falcons」の英名で世界に広くアピールした。

## 歴代司令官
| 代 | 氏名                         | 階級 | 在任期間                | 出身校                                           | 前職               |
| -- | ---------------------------- | ---- | ----------------------- | ------------------------------------------------ | ------------------ |
| 5  | アナトーリー・トロプチン     | 大将 | 2005.6 - 2007.11        | 防空軍スタヴロポリ飛行士・航法士高等軍事航空学校 | 防空軍総司令官     |
| 6  | イワン・ルスナク             | 大将 | 2007.11 - 2010.8        | ソビエト連邦軍参謀本部大学校                     | 国防大学副校長     |
| 7  | セルゲイ・オニシチェンコ     | 大将 | 2010.8 - 2012.6         | ガガーリン空軍アカデミー                         | 空軍副司令官       |
| 8  | ユーリ・バイダク             | 大将 | 2012.6 - 2015.7         | ハリキウ軍事航空工学高等学校                     | 第5航空軍司令官    |
| 9  | セルゲイ・ドロズドフ         | 大将 | 2015.7 - 2021.8         | ガガーリン空軍アカデミー                         | 空軍副司令官       |
| 10 | ミコラ・オレシチュク         | 中将 | 2021.8 - 2024.8         | ウクライナ国防大学校                             | 東部航空軍団副官   |
| 11 | アナトリー・クリヴォノシュコ | 中将 | 2025.8 - 2024.8より代行 |                                                  | 中部航空管区司令官 |